# 大田郷駅
大田郷駅（おおたごうえき）は、茨城県筑西市玉戸にある関東鉄道常総線の駅である。かつては鬼怒川河畔にある三所駅までの常総筑波鉄道鬼怒川線の接続駅であった。

## 概要
当駅は筑西市（旧・下館市）の南部に位置する。

## 歴史
- 1913年（大正2年）11月1日：常総鉄道開業と同時に設置[1]。
- 1927年（昭和2年）7月1日：鬼怒川線開業[1]。
- 1945年（昭和20年）3月30日：筑波鉄道（初代）との合併により、常総筑波鉄道の駅となる[1]。
- 1964年（昭和39年）1月16日：鬼怒川線廃止[1]。
- 1965年（昭和40年）6月1日：鹿島参宮鉄道との合併により、関東鉄道の駅となる[1]。
- 2009年（平成21年）3月14日：ICカードPASMO供用開始[2][1]。
- 2018年（平成30年）12月17日：窓口営業が休止となる[3]。

## 駅構造

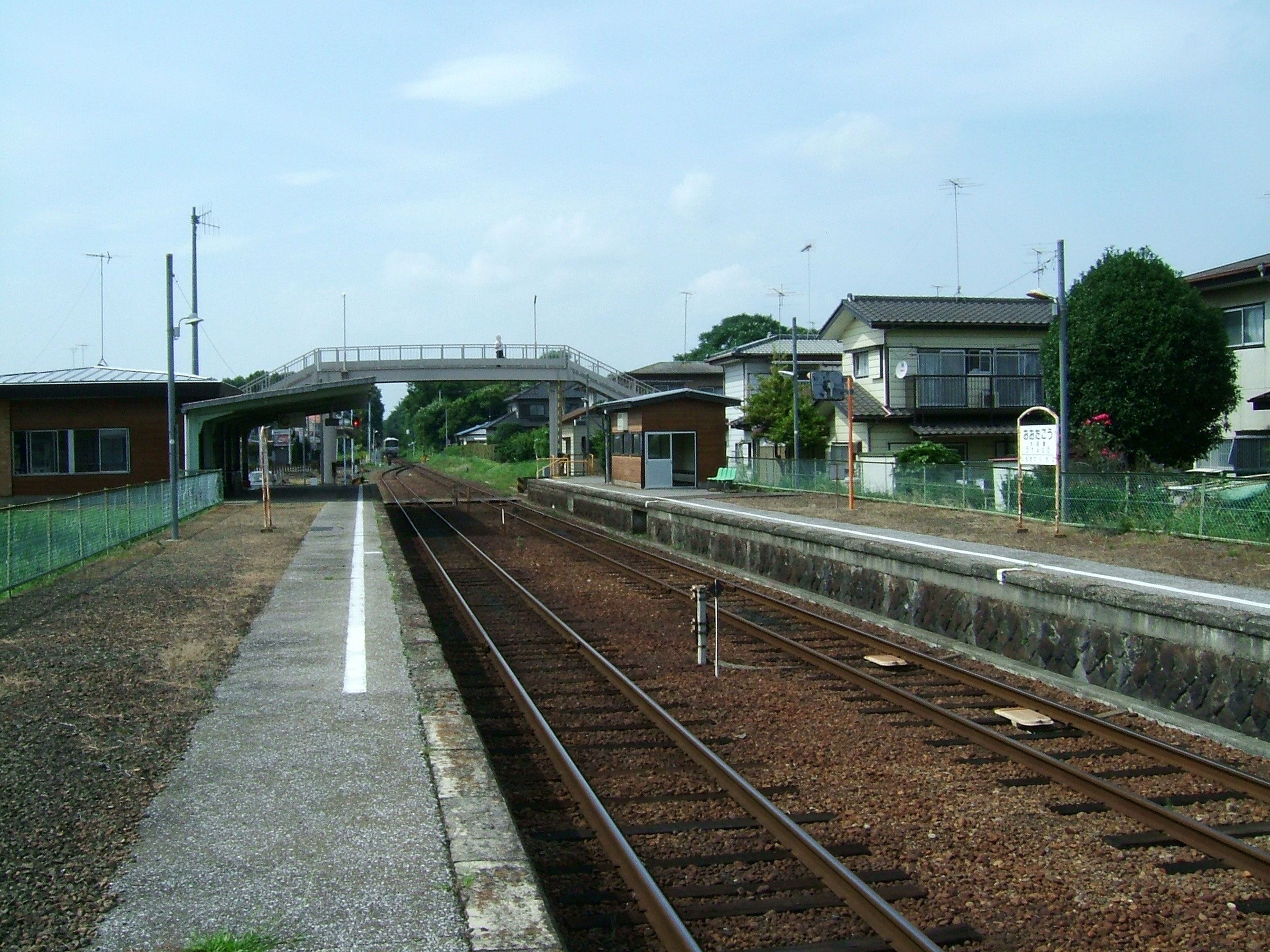
ホーム

相対式ホーム2面2線の地上駅で無人駅。下館寄りに構内踏切があり、取手方面のホームには待合室がある。
単線区間のため列車交換が行われる。
かつて駅舎は下館方に向かって右側（東側）に建てられていたが、駅西側の宅地開発によって現在の位置に新築移転されている。

### のりば
| 番線 | 路線    | 方向 | 行先                         |
| ---- | ------- | ---- | ---------------------------- |
| 1    | ■常総線 | 下り | 下館方面                     |
| 2    | ■常総線 | 上り | 下妻・水海道・守谷・取手方面 |

## 利用状況
2022年度の一日平均乗降人員は328人である。
近年の一日平均乗車人員の推移は下記のとおり。
| 推移 | 推移     | 推移     |
| 年度 | 乗車人員 | 乗降人員 |
| ---- | -------- | -------- |
| 1998 | 242      |          |
| 1999 | 230      |          |
| 2000 | 212      |          |
| 2001 | 214      |          |
| 2002 | 201      |          |
| 2003 | 208      |          |
| 2004 | 215      |          |
| 2005 | 209      |          |
| 2006 | 201      |          |
| 2007 | 186      |          |
| 2008 | 193      |          |
| 2009 | 135      |          |
| 2010 | 178      |          |
| 2011 | 142      |          |
| 2012 | 161      |          |
| 2013 | 169      |          |
| 2014 | 158      |          |
| 2015 | 150      |          |
| 2016 | 173      |          |
| 2017 | 166      |          |
| 2018 | 149      |          |
| 2019 |          | 258      |
| 2020 |          |          |
| 2021 |          |          |
| 2022 |          | 328      |

## 駅周辺
駅の西側に住宅街が広がる。
- 正栄デリシィ本社工場（旧・常陽製菓）
- 茨城県立県西生涯学習センター
- 特別医療法人平仁会下館病院
- 茨城県立下館工業高等学校
- 筑西市立大田小学校
- 茨城県立筑西産業技術専門学院
- 下館西方郵便局

### バス路線
「大田郷駅前」停留所が設けられている。
- 筑西市地域内運行バス（関東鉄道受託運行）
  - 下館駅北口行（平日運行）、下館駅南口行（土休日運行）、玉戸駅行

日中時間帯のみ経由。

## 隣の駅
関東鉄道
■常総線
■快速
通過
■普通
黒子駅 - 大田郷駅 - 下館駅

### かつて存在した路線
常総筑波鉄道
鬼怒川線
大田郷駅 - （貨）常総関本駅

### 記事本文